# ベッドタイムストーリー
「ベッドタイムストーリー」（Bedtime Stories）は、Jazztronikの楽曲で2枚目のシングル。2010年9月29日にポニーキャニオンから発売。規格品番：PCCA-03268。

## 概要
前作「MADRUGADA/TIGER EYES」より6年ぶりとなるシングル。「ベッドタイムストーリー」は映画『死刑台のエレベーター』の主題歌として書き下ろされた。ゲストボーカルにYUKIを迎えている。

## 収録曲
全作曲・編曲：Ryota Nozaki
1. ベッドタイムストーリー[4:52]
  - 作詞：YUKI
2. Chase（New Mix）[4:45]
3. Jiken（New Mix）[5:53]
4. Main Theme～The Fugitive Lawyer～（New Mix）[4:10]
5. ベッドタイムストーリー（Another Story Remix）[5:02]
6. ベッドタイムストーリー（Instrumental）[4:48]

## タイアップ
- ベッドタイムストーリー：角川映画配給映画「死刑台のエレベーター」主題歌

## 収録アルバム
- Jazztronik
  - オリジナル・アルバム『DIG DIG DIG』（2011年6月8日）
- YUKI
  - ベスト・アルバム『BETWEEN THE TEN』（2012年11月7日）